# Čtyřprocentní trojka
Čtyřprocentní trojka (v anglickém originále Three Gays of the Condo) je 17. díl 14. řady (celkem 308.) amerického animovaného seriálu Simpsonovi. Scénář napsal Matt Warburton a díl režíroval Mark Kirkland. V USA měl premiéru dne 13. dubna 2003 na stanici Fox Broadcasting Company a v Česku byl poprvé vysílán 28. prosince 2004 na stanici ČT1.

## Děj
Simpsonovi skládají obrovské puzzle, a když zjistí, že jeden dílek skládačky chybí, začnou ho hledat. Homer se podívá do Marginy pamětní krabice a uvidí plakát otevření Vočkovy hospody (inzerované jako Meauxova hospoda) s Marginým psaním. Píše se tam, že Homer udělal z otevření nejhorší den jejího života, protože se kvůli němu opila a vykašlala se na něj, aby si s kamarády zahrála Asteroidy na hracím automatu, načež ho poslali do nemocnice s otravou alkoholem. Homera znepokojuje, proč s ním Marge zůstala; pak najde lístek z nemocnice s datem o dva dny později, který potvrzuje, že je Marge s Homerem těhotná. Když Homer konfrontuje Marge kvůli dopisu, tvrdí, že byla ten večer jen rozrušená, ale je nucena přiznat, že Homer dělal a stále dělá věci, jež ji rozčilují. Homer si pak uvědomí, že mu Marge za zády něco zazlívá. Druhý den se znovu pohádají a Homer odejde z domu. Nějaký čas stráví v bytě Kirka Van Houtena, ale všeobecně depresivní nálada bytového komplexu, kde bydlí, ho vyžene ven. Poté si Homer přečte noviny, v nichž se píše o bytu s volným místem. Když zjistí, že se byt nachází ve springfieldské gayské čtvrti, nastěhuje se Homer k homosexuálnímu mužskému páru, Gradymu a Juliovi. Poté, co Homer vezme Barta a Lízu ven, má doma návštěvu, ale Marge a Homer se stále hádají. V gayském baru řekne Homer Gradymu a Juliovi, že jeho vztah s Marge je na spadnutí. 
Druhý den se Homer setká s Marge a dětmi, které přivedly Weirda Ala Yankovice a jeho kapelu, kteří hrají píseň „Homer and Marge“, parodii na „Jack & Diane“ od Johna Mellencampa, aby Homerovi řekli, že ho Marge miluje. Marge pak pozve Homera na rande, ale ten je při přípravě na rande nervózní a vypije příliš mnoho margarity. Mezitím na místě rande Marge netrpělivě očekává Homerův příchod. Když dorazí, je naštvaná, že přišel pozdě a opilý, a opustí ho. V bytě se Grady snaží Homera utěšit tím, že si najde někoho jiného, a romanticky ho políbí. Homer si uvědomí, že je do něj Grady zamilovaný, a tak vyskočí z okna a zamíří k Vočkovi, aby si od Vočka nechal poradit. Homerovi dojde, že všechny jeho problémy jsou způsobeny alkoholem, právě když Vočko vrazí Homerovi do krku pivo, a způsobí mu otravu alkoholem. 
Poté, co se Homer probere, mu doktor Dlaha řekne, že incident nebyl tak hrozný jako v noci, kdy ho poprvé léčil z otravy alkoholem. Homer říká, že to byla noc, která zničila jeho manželství. Dlaha s tím nesouhlasí a pustí záznam z minulosti, kde je zachycena Homerova první otrava alkoholem a kde Marge říká, že ho miluje. Marge se v tu chvíli objeví v nemocnici a řekne, že ho stále miluje, a usmíří se. 
Po letech se na kazetu dívá postarší doktor Dlaha a poznamená, že kazety natáčel, protože podezříval zdravotní sestru z krádeže houbiček. Pak poprvé vidí záběry sestry, jak se plíží kolem skryté bezpečnostní kamery a přitom sbírá obrovské množství houbiček.

## Produkce a přijetí
Harvey Fierstein byl požádán, aby si zopakoval svou roli Karla z epizody 2. série Homerova dobrá víla. Ve scénáři byl Homer vyhozen Marge z domu a setkal se s Karlem. Účelem tohoto vystoupení bylo představit homosexuální pár, se kterým bude Homer žít. Fierstein však měl pocit, že „scénář obsahoval spoustu velmi chytrých gayských vtipů a prostě tam nebyl ten simpsonovský twist“, a roli odmítl.
V roce 2003 získal díl cenu Emmy za vynikající animovaný pořad (za pořad kratší než jedna hodina).